# Glade (Kansas)
Glade es una ciudad ubicada en el de condado de Phillips en el estado estadounidense de Kansas. En el año 2010 tenía una población de 96 habitantes y una densidad poblacional de 160 personas por km².

## Geografía
Glade se encuentra ubicada en las coordenadas 39°40′57″N 99°18′39″O / 39.68250, -99.31083 (39.682582, -99.310965).

## Demografía
Según la Oficina del Censo en 2000 los ingresos medios por hogar en la localidad eran de $35,625 y los ingresos medios por familia eran $39,375. Los hombres tenían unos ingresos medios de $28,750 frente a los $18,750 para las mujeres. La renta per cápita para la localidad era de $12,183. Alrededor del 5.4% de la población estaban por debajo del umbral de pobreza.